# إحسان عبد الجبار
إحسان عبد الجبار إسماعيل (1974 في البصرة، العراق -) سياسي عراقي،  عُين بقرار مجلس النواب العراقي وزيرًا للنفط للفترة من 6 حزيران يونيو 2020 إلى 27 أكتوبر 2022 . وهو مدير شركة نفط البصرة. وفي شهر آب سنة 2021، استقال وزير المالية علي علاوي، فأُعلنَ عن تكليف إحسان عبد الجبار بإدارة وزارة المالية بالوكالة، فاستلمَها حتى 11 تشرين الأول سنة 2022 حين صوّتَ مجلس النواب العراقي على إلغاء تكليفه.